# Razelmsøen
Razelmsøen eller Lake Razim ( rumænsk: Limanul Razim, Limanul Razelm) er navnet på en stor ferskvandslagune ved kysten af Sortehavet i Rumænien, syd for Donaudeltaet og en del af dets verdensarvssted. Det er den største liman i Rumænien.
Navnet bruges også nogle gange på det kompleks, det danner med flere andre limaner og laguner. Dette kompleks kan opdeles i to undergrupper. Den nordlige undergruppe indeholder de ferskvandede Razelmsøen og Golovițasøen, som er forbundet med en 3, 1 km bred kanal, hvorimod den sydlige gruppe består af saltsøer. Alle disse søer dækker et område på omkring 1000 km², hvoaf de 400 km²  er området ved Razelmsøen.

## Økologi
Da Razelm/Golovița-systemet blev lukket fra havet i slutningen af 1970'erne, resulterede dette i flere ændringer i systemets økologiske forhold, herunder et fald i saltindholdet til næsten nul, en stigning i gennemstrømningstiden til over et år, og episoder med eutrofiering. På trods af denne miljøforringelse forbliver systemet et vigtigt levested. Tre familier af hjertemuslinger kunne findes i Rumænien i 1960'erne, og de to tilbageværende findes kun i Razelm (omend i reduceret tæthed). Popina-øen i den nordlige ende af søen er et vigtigt tilflugtssted for mange fuglearter og hvirvelløse dyr. Den nylige økologiske undersøgelse tyder på, at Razim-Sinoie lagunesystemet er tæt på den gode økologiske tilstand i henhold til kravene i vandrammedirektivet.